# 贺崇升
贺崇升（1915年2月—2005年12月20日），化名云峰、健群、建勋、明远。河南省洛宁县河底乡河底村人。中华人民共和国交通部副部长。

## 生平
就读于洛阳省立第四师范附小、1930年考入开封私立现代中学、“九一八事变”后在学校参加爱国学生运动，1932年7月在家乡经表兄尹自耕加入中国共产党，参加革命。1933年考入安阳高中。1935年就读郑州私立中正中学。1936年10月在洛阳与吴芝圃接通组织关系。1936年底，豫西工委派遣其返回洛宁开展工作。1937年4月参与组建中共洛宁县委，任县委委员。
抗战胜利后，豫西二分区撤回山西，1945年12月任太岳四分区副政委兼豫西工委（后改为太岳区五地委）书记，刘道安任豫西工委专职副书记。豫西地委统战部部长、地委书记。1947年8月随陈赓谢富治集团南下开辟豫西，在黄河南岸陇海线以北的太岳五专署专员、后随地区改为豫西一专署专员、洛阳专署专员。豫西行署秘书长，中原临时人民政府副秘书长。
中华人民共和国成立后，任河南省人民政府副秘书长兼民政厅厅长，河南省人民政府秘书长。1954年6月调任交通部长江航运局局长兼党组书记兼公私合营民生公司总经理、中共湖北省委委员。1964年7月试办托拉斯，任交通部长江航运公司党委书记，经理史堪。1978年9月任国家交通部副部长、党组成员。1979年2月23日第五届全国人民代表大会常务委员会第六次会议通过决定，成立全国人民代表大会常务委员会法制委员会任委员。1979年4月任中国航海学会第一届常务副会长。1982年12月离休，享受正部级医疗待遇。2005年贺崇升病重期间和去世后，胡锦涛、温家宝、曾庆红、贺国强、华建敏等分别以不同方式表示了慰问和哀悼。 

## 家人
父亲贺澍三（1898-1972）：当地有名士绅。镇嵩军刘镇华在西安举办的讲武堂毕业。1944年前任杨坡里团总、国民革命军副营長、城村区区队长、县保安大队长、洛陕渑宜四县联防委员会主任。1945年1月后任八路军豫西二专署专员，太岳行署咨议，太岳民主建国会主任。中华人民共和国成立后任河南省人民政府参事。